# Контрольный обмер
Контрольный обмер — метод фактического контроля в контрольно-ревизионной работе, один из видов контрольных операций.

## Понятие контрольного обмера
Контрольный обмер представляет собой установление фактического объёма строительно-монтажных или ремонтных работ, качества и количества фактически использованных материалов. Контрольный обмер проводится визуально, путём инструментальных измерений и с помощью расчётных методов.
Порядок организации и документирования контрольного обмера регламентируется локальными нормативными актами соответствующих контрольно-ревизионных органов или служб. Контрольный обмер может проводиться также в составе судебной строительно-технической экспертизы.
Контрольный обмер, проведённый как отдельное мероприятие или в составе документальной ревизии, позволяет выявить следующие нарушения :
- приписки объёмов работ,
- оформление несуществующих работ,
- замену материалов на более дешёвые,
- снижение качества работ (например, нанесение одного слоя краски вместо двух, предусмотренных документами),
- завышение количества материалов, комплектующих (дверей, раковин, электрической или трубопроводной арматуры и т. п.),
- незаконченность объектов, отдельных этапов работ.

## Контрольный обмер в строительстве
Основные цели контрольного обмера в строительстве :
1. Проверка объёмов и стоимости оплаченных или предъявленных к оплате работ за полностью законченные в строительстве и сданные в эксплуатацию объекты. При этом также осуществляется контроль :
  1. соответствия объекта его характеристике и назначению, предусмотренному утверждённой проектно-сметной документацией,
  2. полноты выполнения работ, принятых по актам приёмки,
  3. эксплуатационной готовности сданного объекта.
2. Проверка объёмов и затрат по незавершённому производству строительно-монтажных работ.
3. Проверка наличия и затрат на оборудование, находящееся в монтаже и числящееся на балансе заказчика либо подрядчика.

Проведению контрольного обмера должно предшествовать изучение рабочих чертежей объекта, выявление видов работ и конструкций, на которые следует обратить внимание при производстве контрольного обмера. Контрольные обмеры могут производиться одновременно по нескольким объектам (особенно, по тем, где обнаружен перерасход затрат).
В случае выявления невыполненных объёмов работ, следует установить количество и стоимость материалов, списанных на объект. Одновременно проводится полная или частичная инвентаризация материалов на объекте. Определяется общая сумма ущерба от неправомерно списанных материалов.
Особенности контрольного обмера при ревизии строительной организации :
1. целесообразно брать малое число объектов с большим объёмом выполненных работ,
2. нецелесообразно подвергать контрольному обмеру,
  - скрытые работы,
  - работы, трудно поддающиеся обмеру (например, восстановление штукатурки в отдельных местах),
  - работы, имеющие низкую стоимость,
3. в необходимых случаях перед контрольным обмером бухгалтерия составляет сводную накопительную ведомость выполненных работ, которая служит аналогом инвентаризационной описи.
4. обязательно участие в контрольном обмере специалиста-строителя, иначе результаты обмера не смогут иметь юридических последствий.
5. сопоставление выполненных работ с актами приёмки (накопительными ведомостями) желательно проводить на месте, чтобы сразу уточнить все расхождения.

С помощью контрольного обмера в строительстве вскрываются следующие виды нарушений, говорящих о завышении объёмов либо стоимости выполненных работ:
1. Фактическое невыполнение отдельных видов работ, выполненное с отступлением от проекта.
2. Недоделки, то есть незавершённый характер отдельных этапов работ, если они уже приняты по акту как выполненные.
3. Выполнение работ в меньшем объёме, чем это указано в смете, акте приёмки.
4. Одновременное включение в сметы и акты приёмки работ, по которым не предусмотрена раздельная оплата (например, зачистка перед покраской, если она уже включена в стоимость покраски; возведение нетитульного сооружения, если оно уже включено в накладные расходы).
5. Включение в сметы и акты приёмки ранее оплаченных работ, двойная оплата работ либо оплата оборудования, цена которого уже включена в стоимость монтажных работ.
6. Удешевление стоимости материалов, снижение фактического качества работ относительно акта приёмки.
7. Удорожание стоимости материалов, повышение качества работ в акте приёмки относительно проектно-сметной документации.
8. Завышение расхода строительных материалов по сравнению с проектно-сметной документацией.
9. Применение завышенных расценок и строительных коэффициентов, не соответствующих фактическим условиям и характеру работ (например, высотные работы; работы в зимний период).
10. Включение в акты приёмки работ по монтажу оборудования, если отсутствуют акты об индивидуальном опробовании вхолостую.
11. Начисление стоимости работ, выполненных в старом году, по ценам нового года (с учётом инфляции).
12. Начисление стоимости работ, выполненных после сдачи объекта в эксплуатацию, по ценам периода их выполнения, а не по ценам, действовавшим в период договорного срока сдачи объекта.